# Carl Diez

Carl Diez

Carl (Karl) Diez (* 8. Januar 1877 in Öhningen, Baden; † 24. Juni 1969 in Radolfzell am Bodensee) war ein deutscher Landwirt und Politiker der Zentrumspartei.

## Leben und Beruf
Nach dem Besuch der Volksschule besuchte Diez zwei Semester die landwirtschaftliche Winterschule in Radolfzell. Ab 1896 arbeitete er zunächst als landwirtschaftlicher Volontär und dann als Verwalter. 1904 übernahm er einen Hof in Radolfzell und betrieb daneben eine Spedition. Im Ersten Weltkrieg diente er an der Westfront und in Rumänien. Er war Mitbegründer der Bezirksbauernräte für Oberbaden. Später wurde er Präsident der Zentralstelle für das deutsche Transport- und Verkehrsgewerbe. Bis 1933 war er außerdem Präsident des katholischen Männervereins in Baden. Am 21. September 1933 wurde er erstmals von den Nationalsozialisten verhaftet. Es folgten bis 1945 noch weitere Verhaftungen.
Diez war verheiratet, sein Sohn Theopont war Oberbürgermeister von Singen (Hohentwiel). Nach ihm wurden die Carl-Diez-Straßen in Öhningen und Radolfzell benannt.

## Partei
Diez gehörte dem Zentrum an. Er war ein enger Vertrauter von Matthias Erzberger. Am 26. August 1921 begleitete Carl Diez seinen Parteifreund Erzberger bei Bad Griesbach im Schwarzwald, als Erzberger von den Mitgliedern der Organisation Consul Heinrich Tillessen (1894–1984) und Heinrich Schulz (1893–1979) erschossen wurde. Diez wurde dabei durch Schüsse schwer verletzt.
Bereits in der Weimarer Republik setzte sich Diez für eine Fusion Badens mit Württemberg zu einem Südweststaat ein, wie er dann 1952 tatsächlich geschaffen wurde.
Nach dem Zweiten Weltkrieg beteiligte Diez sich an der Gründung der BCSV, die später der badische Landesverband der CDU wurde.

## Abgeordneter
Diez gehörte von 1912 bis 1918 dem Reichstag des Kaiserreiches für den Wahlkreis Konstanz an. Er war 1919/20 Mitglied der Weimarer Nationalversammlung. Anschließend war er bis 1933 erneut Reichstagsabgeordneter. Bei der Abstimmung über das Ermächtigungsgesetz am 23. März 1933 war er abwesend und stimmte somit als einziger Abgeordneter der Zentrumsfraktion nicht dafür.
Ab 1913 war Diez auch Mitglied des Bürgerausschusses von Radolfzell.

## Öffentliche Ämter
Diez gehörte von 1946 bis 1947 als Ministerialdirektor mit der Bezeichnung Landwirtschaftsminister dem von der französischen Besatzungsmacht eingesetzten provisorischen Staatspräsidium von Baden an.

## Veröffentlichungen
- Radolfzell in Vergangenheit und Gegenwart. Unter Benützung von Archiv-Rat Peter P. Albert: Geschichte der Stadt Radolfzell, unter besonderer Berücksichtigung der Entwicklung der Stadt seit 1870. Mit Beiträgen von E. Diez, Markdorf, und Dr. Beyerle, Göttingen, Radolfzell: Josef Huggle, 1916, 84 S.
- Die Lebensgeschichte eines Menschen. Konstanz: Aktienges. Oberbadische Verlagsanstalt, 1929, 79 S.

## Stolperstein
Am 2. Juli 2016 wurde für Carl Diez vor dessen ehemaligem Wohnhaus in der Jakobstr. 5, Radolfzell, ein Stolperstein verlegt. Er trägt die Inschrift: „Hier wohnte / Carl Diez / Jg. 1877 / ‚Schutzhaft‘ 1933 / verhaftet 1944 / ‚Rundfunkverbrechen‘ / Aktion ‚Gitter‘ / Gefängnis Konstanz / Gefängnis Radolfzell / entlassen 1944.“

## Film
- Carl Diez – Ich bleibe. Dokumentation eines Lebens in Demokratie und Diktatur. Ein Film von Dieter Stadtfeld. Dokumentarfilm. Schwarzweiß und Farbe. 85 Min. Weikenmeier & Stadtfeld, Köln 2020. Der Film wurde von den Urhebern auf Vimeo eingestellt und im Juli 2020 freigeschaltet; vimeo.com/441469059, abgerufen am 20. August 2020.